# Daniel Alarcón

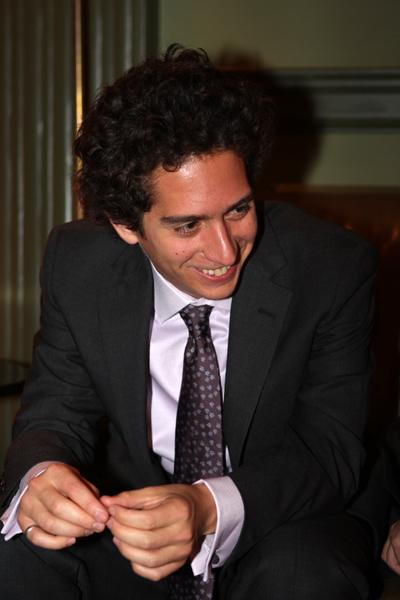
Daniel Alarcón

Daniel G. Alarcón (* 5. März 1977 in Lima, Peru) ist ein US-amerikanischer Schriftsteller peruanischer Herkunft, der in Oakland, Kalifornien, lebt. Er ist am dortigen Mills College als Gastschriftsteller tätig.
Alarcón kam im Alter von drei Jahren in die Vereinigten Staaten und wuchs in einer spanischsprechenden Mittelschichtfamilie in Birmingham (Alabama) auf. Im Alter von 24 Jahren kehrte er für einige Zeit nach Lima in das Slum San Juan de Lurigancho zurück, um dort Fotografie zu unterrichten. Einige der dort gesammelten Erfahrungen waren Inspiration für Erzählungen in der Sammlung 'War by Candlelight'. Alarcón hat einen Bachelor in Anthropologie der Columbia University erworben. Er ist Mitherausgeber der in Lima erscheinenden Literaturzeitschrift Etiqueta Negra. Sein 2007 erschienener Debütroman Lost City Radio wurde in zahlreiche Sprachen übersetzt und erhielt 2009 den Internationalen Literaturpreis des Hauses der Kulturen der Welt in Berlin.
2024 wurde Alarcón zum Mitglied der American Academy of Arts and Sciences gewählt.

## Werke (Auswahl)
- Lost City Radio. Roman. Klaus Wagenbach, Berlin 2008, ISBN 978-3-8031-3218-5.
- Stadt der Clowns. Erzählungen. Übersetzung Friederike Meltendorf. Klaus Wagenbach, Berlin 2012, ISBN 978-3-8031-3245-1.
- At Night We Walk in Circles. Fourth Estate, London 2014, ISBN 978-0-00-751739-8.
- The King Is Always Above the People. Fourth Estate, London 2018, ISBN 978-0-00-751736-7.

## Auszeichnungen
- 2004 – Whiting Writers’ Award
- 2007 – Guggenheim-Stipendium und Lannan Literary Fellowship
- 2008 – National Magazine Award für South America in the 21st Century in The Virginia Quarterly Review
- 2008 – Finalist des Dayton Literary Peace Prize
- 2009 – Internationaler Literaturpreis, Berlin
- 2021 – MacArthur Fellowship